# Diletta Carli
Diletta Carli (Pietrasanta, 7 de mayo de 1996) es una deportista italiana que compitió en natación, especialista en el estilo libre.
Ganó una medalla de oro en el Campeonato Europeo de Natación de 2012, en la prueba de 4 × 200 m libre. Participó en dos Juegos Olímpicos de Verano, en los años 2012 y 2016, ocupando el séptimo lugar en Londres 2012, en la misma prueba.

## Palmarés internacional
| Campeonato Europeo | Campeonato Europeo | Campeonato Europeo | Campeonato Europeo |
| Año                | Lugar              | Medalla            | Prueba             |
| ------------------ | ------------------ | ------------------ | ------------------ |
| 2012               | Debrecen (Hungría) | Medalla de oro     | 4 × 200 m libre    |